# Michael Heindl
Michael Heindl (geboren am 29. September 1901 in Wien; gestorben am 13. März 1944 ebenda) war ein österreichischer Eisenbahner und Widerstandskämpfer gegen das NS-Regime. Er wurde am 27. November 1943 gemeinsam mit seinem Bruder Franz Heindl und weiteren vier Widerstandskämpfern von der NS-Justiz zum Tode verurteilt und drei Monate später im Wiener Landesgericht mit dem Fallbeil hingerichtet.

## Leben

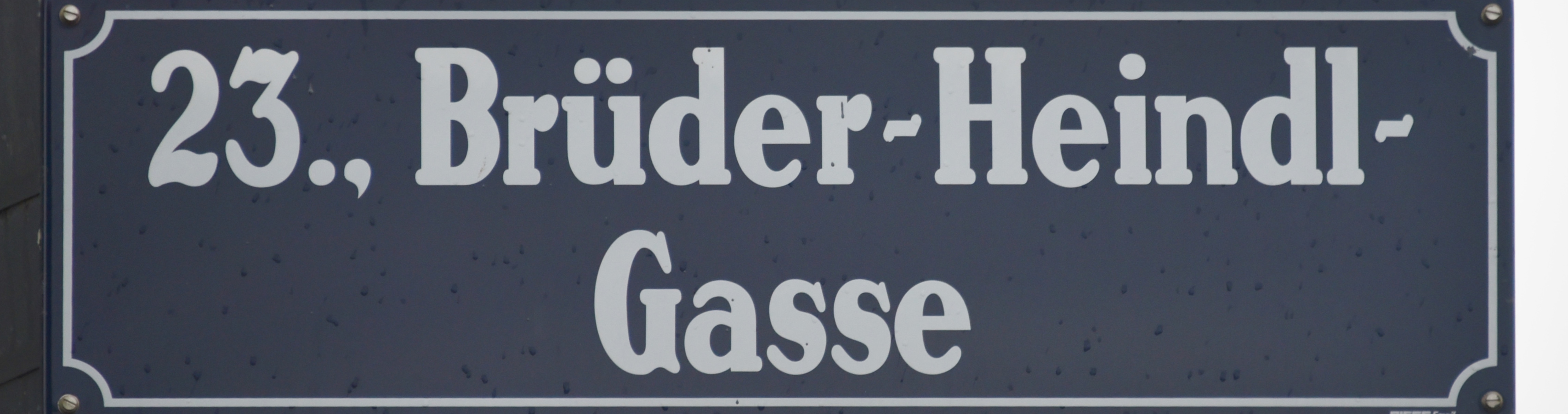
Straßenschild der Brüder-Heindl-Gasse in Wien

Heindl war Eisenbahner und war aktives Mitglied der Kommunistischen Partei Österreichs. Er wurde gemeinsam mit seinem fünf Jahre jüngeren Bruder Franz Heindl, einem Hilfsarbeiter, von der Gestapo Wien verhaftet und verhört. Die Anklage lautete auf „Vorbereitung zum Hochverrat“. Die Brüder Heindl wurden – gemeinsam mit den Genossen Franz Anderle, Franz Hauer, Therese Klostermann und Max Schrems – am 27. November 1943 vom Volksgerichtshof zum Tode verurteilt.
Die Urteilsbegründung lautete:

„Die Angeklagten Klostermann, Gebrüder Heindl, Franz Hauer, Anderle und Schrems sind dadurch, dass sie bis Ende 1942 als Funktionäre der Kommunistischen Partei versucht haben, die Heimatfront zu zersetzen, der schwer kämpfenden Front in den Rücken gefallen. Solche Taten können nur mit dem Tode gesühnt werden. Der nationalsozialistische Staat würde sich selbst aufgeben, wenn er Menschen, die noch im 4. Kriegsjahr bewusst für den Kommunismus arbeiteten, nicht endgültig aus der deutschen Volksgemeinschaft ausschließen würde.“

Am 13. März 1944 wurden die Gebrüder Franz und Michael Heindl mittels Guillotine im Hinrichtungsraum des Wiener Landesgerichts hingerichtet. Gemeinsam mit den Brüdern wurden an diesem Tag 14 weitere Widerstandskämpfer vom NS-Regime ermordet, darunter ihre Mitangeklagten Franz Anderle, Franz Hauer und Therese Klostermann. Der sechste Angeklagte, Max Schrems, wurde am 7. April 1944 geköpft.
Die beiden Brüder wurden nicht nur gemeinsam verhaftet, verurteilt, hingerichtet, sie wurden auch im selben Grab bestattet – in der Schachtgräberanlage der Gruppe 40 (Reihe 24/Grab 204) des Wiener Zentralfriedhofes.

## Gedenken

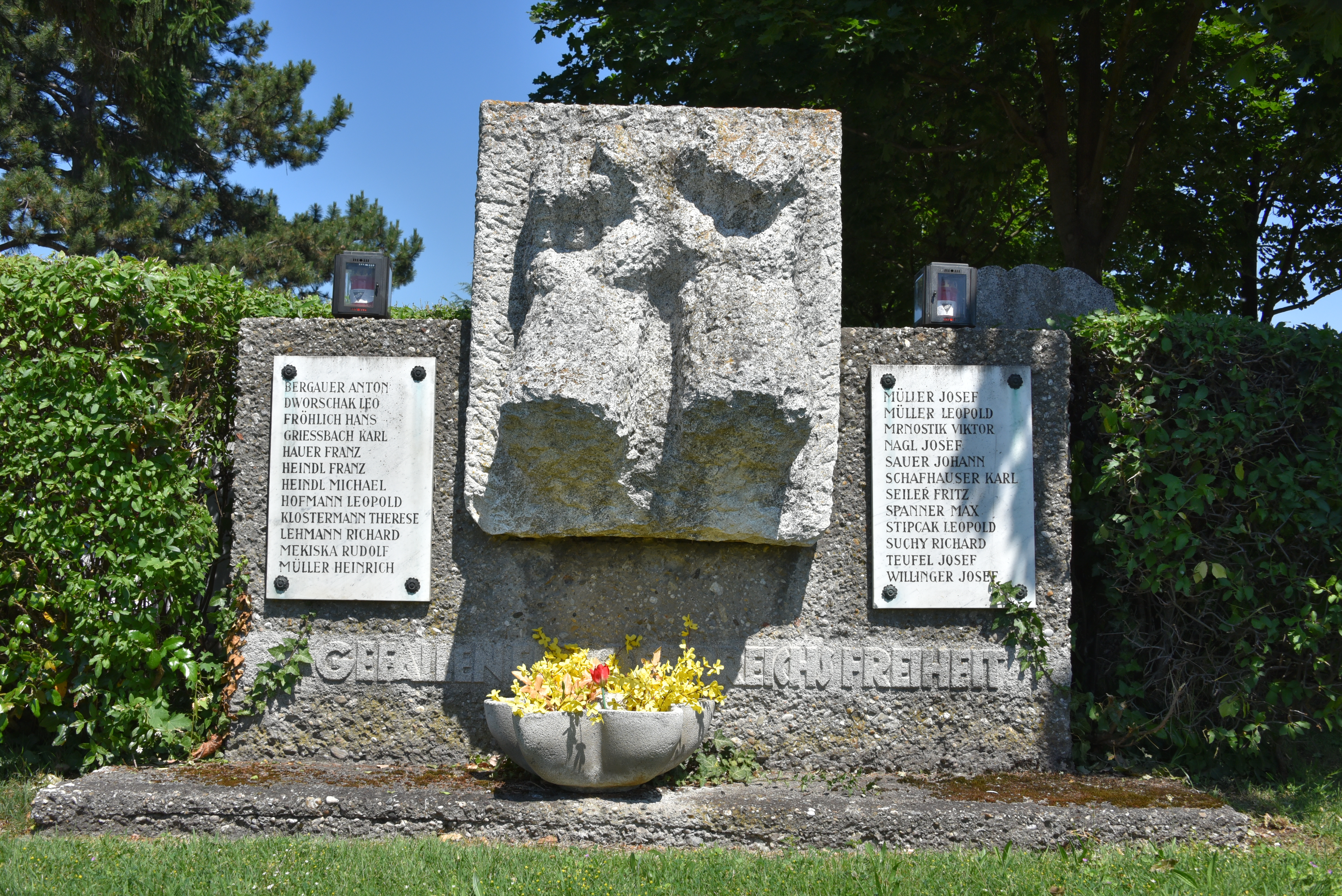
Freiheitskämpfer-Denkmal am Atzgersdorfer Friedhof, errichtet 1954

- Am 15. Februar 1949 wurde die frühere Sudetendeutschengasse durch Beschluss des Gemeinderatsausschusses für Kultur nach den Brüdern Franz und Michael Heindl in Brüder-Heindl-Gasse umbenannt.[1][2]
- Am 1. November 1954 wurde auf dem Atzgersdorfer Friedhof das Freiheitskämpfer-Denkmal enthüllt, gestaltet vom Bildhauer Franz Pixner. Es erinnert an insgesamt 24 Widerstandskämpfer, die dem Austrofaschismus bzw. dem NS-Regime ihr Leben lassen mussten: Anton Bergauer, Leo Dworschak, Hans Fröhlich, Karl Griesbach, Franz Hauer, Franz und Michael Heindl, Leopold Hofmann, Therese Klostermann, Richard Lehmann, Rudolf Mekiska, Viktor Mrnustik, Heinrich Müller, Josef Müller, Leopold Müller, Josef Nagl, Johann Sauer, Karl Schafhauser, Fritz Seiler, Max Spanner, Leopold Stípčak, Richard Suchy, Johann Teufel und Josef Willinger.
- Die Namen der Brüder Heindl finden sich auch auf der Gedenktafel im ehemaligen Hinrichtungsraum des Wiener Landesgerichts.[3]

Die beiden Brüder finden sich auch in der Liste Liesinger Opfer des Nationalsozialismus 1938–1945 der Initiative Steine der Erinnerung in Liesing, die Errichtung von zwei Gedenksteinen vor dem Haus Parkgasse 18 ist geplant.